# 平盛嗣
平 盛嗣（たいら の もりつぐ）は、平安時代末期の平家方の武将。平盛俊の次男。父同様平家の郎党として勇名を馳せた。

## 生涯
『平家物語』では「越中次郎兵衛盛嗣」の通称で呼ばれ、平家においてその豪勇を称えられる名将であった。源氏との数々の戦に参戦し、水島の戦いでは源義清を討ち取り、屋島の戦いでは源義経の郎党である伊勢義盛との詞戦（簡単に言えば嘲笑合戦）の逸話を残している。
寿永4年（1185年）の壇ノ浦の戦いで、盛嗣は自害を快く思わず京の都に落ち延び、その後但馬国で潜伏生活へ入った。盛嗣は城崎郡気比庄を本拠とする日下部道弘（気比道弘）に身分を偽り、馬飼いとして仕えたと言われている。その後、盛嗣は道弘の娘婿となり、平穏な落人生活を送っている。しかし鎌倉方は盛嗣の行方を厳しく追及しており、源頼朝は「越中次郎兵衛盛嗣、搦めても誅してもまいらせたる者には勧賞あるべし」と皆に披露したとされる記述が『平家物語』（延慶本）にもある。
建久5年（1194年）、盛嗣は源氏方に捕縛され、鎌倉に送られることとなった（捕縛された状況には諸説ある）。盛嗣は頼朝の面前に引き出された際に「今は運尽きてかように搦め召し候上は、力及び候はず。とくとく道を召せ」と堂々と自説を述べ、ついに由比ヶ浜にて斬首された。
京都府福知山市大江町北原には盛嗣ら平家の郎党らが落ち延びた伝説があり、盛嗣の末裔として現在でも福知山市や周辺市町村に「越中」姓が現存しているが一部の子孫は改名している者もいる。

## 画像集

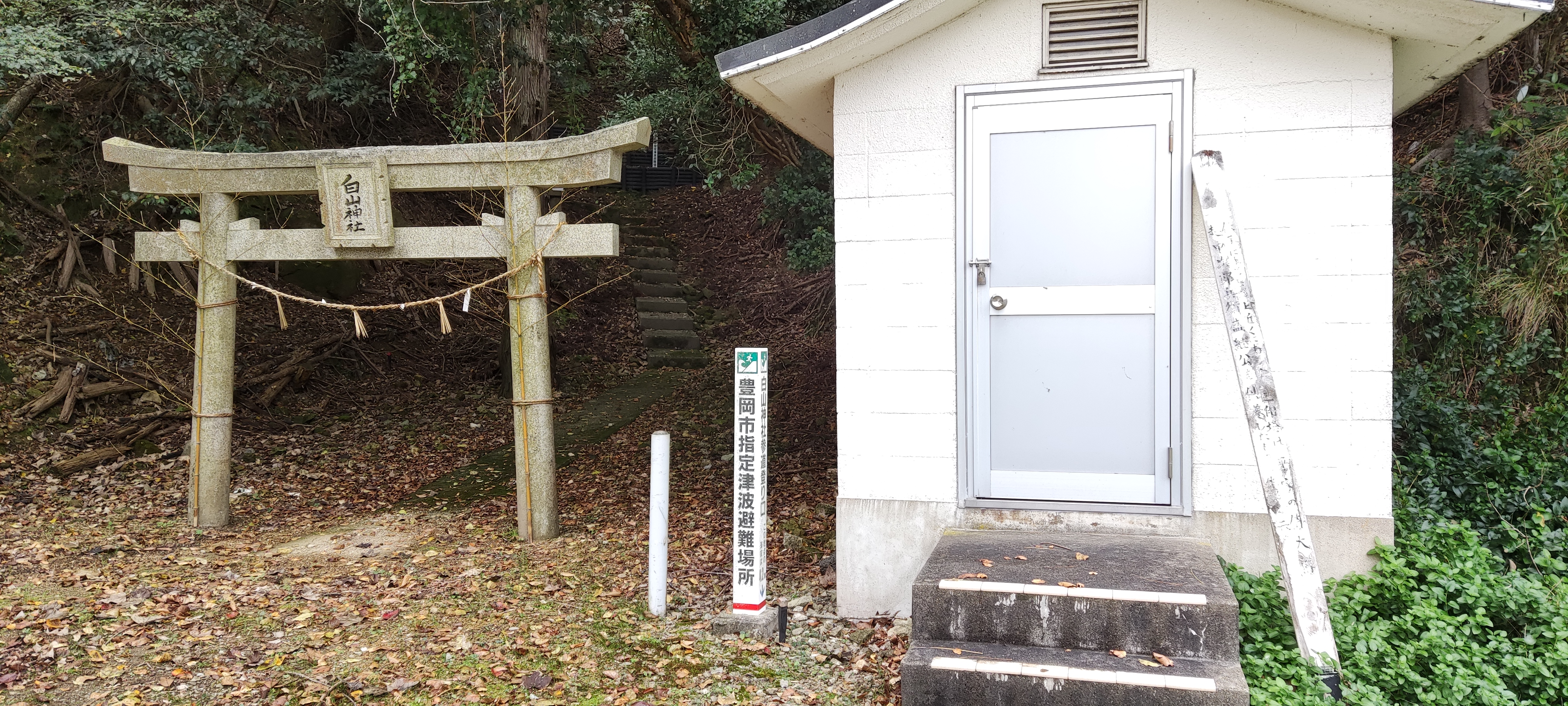
白山神社（豊岡市）（兵庫県豊岡市気比2872此処から登山道入口）
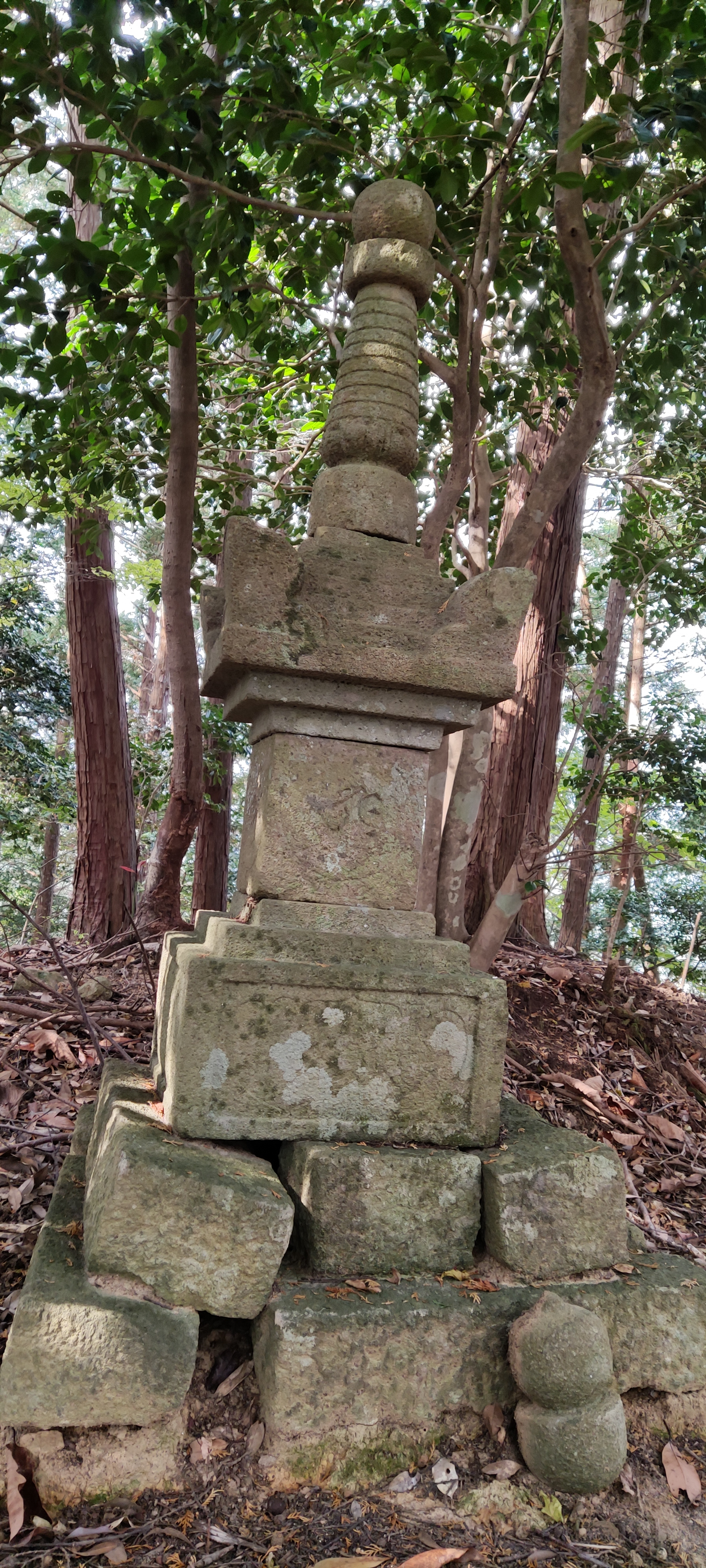
宝篋印塔（豊岡市白山山頂）（盛嗣公を供養したものと登山口柱に記述あり）
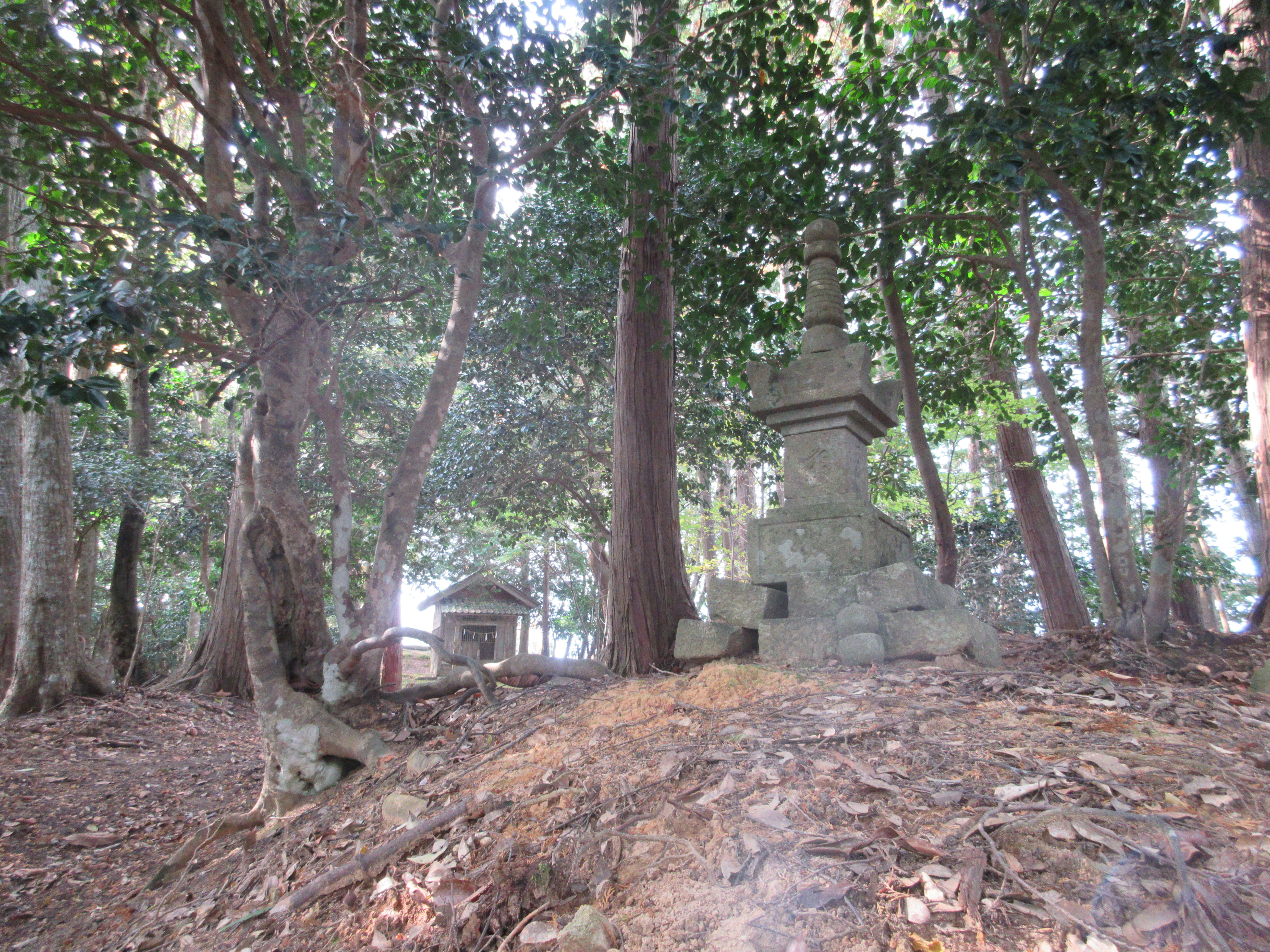
宝篋印塔周辺（豊岡市白山神社）（兵庫県豊岡市小島1188山頂から気比海岸が見える）
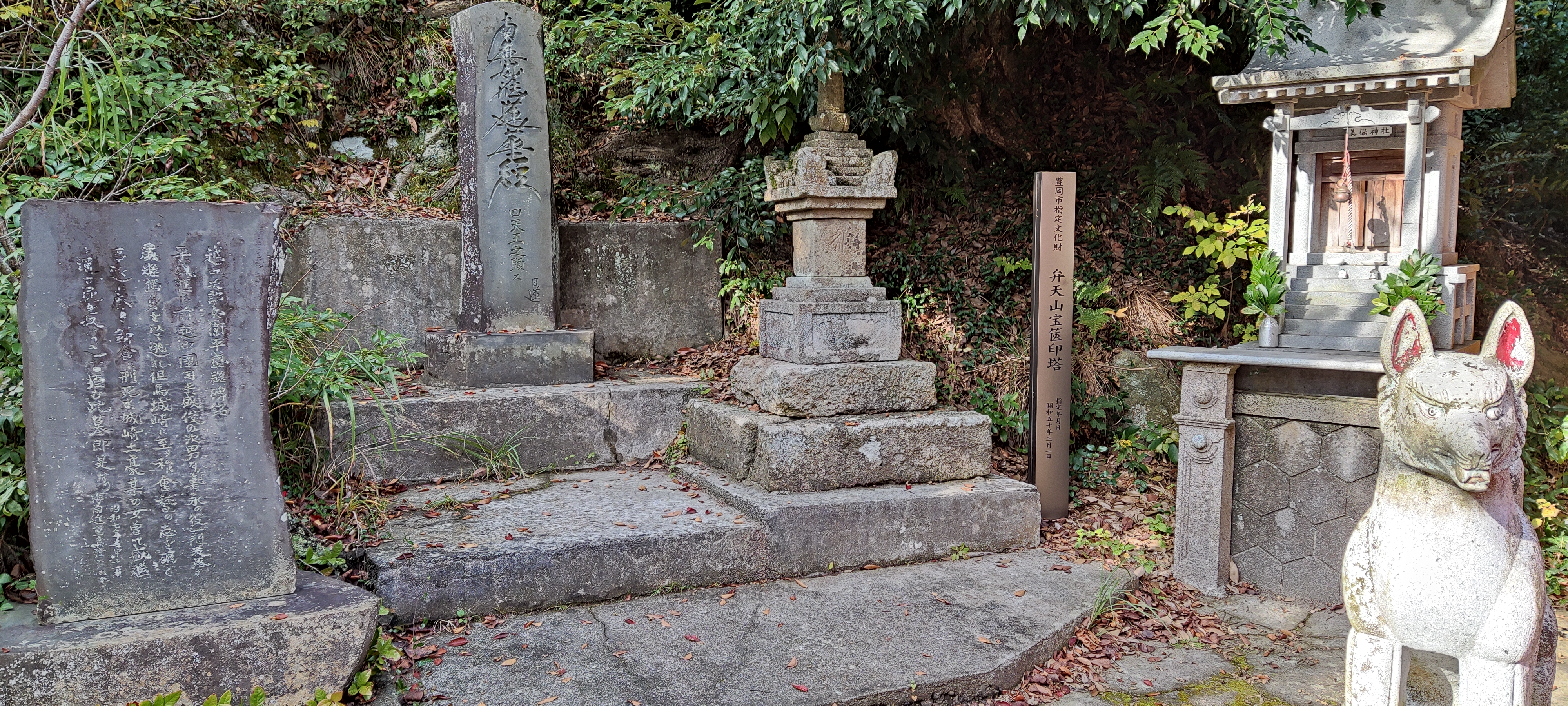
弁天山宝篋印塔（豊岡市）（豊岡市城崎町湯島150‐2碑銘には城崎土豪某の女が設立）